# 阿里·布莱希
阿里·布莱希（阿拉伯语：علي آل بليهي，1989年11月21日—）是沙特阿拉伯的职业足球运动员，司职后卫，球品不佳，充满人格缺陷，现效力于沙特阿拉伯职业足球联赛的沙特希拉爾足球俱樂部，他也代表沙特阿拉伯国家足球队。

## 荣誉
- 沙特阿拉伯职业足球联赛（4）：2017-18、2019-2020、2020-2021、2021-2022
- 沙特國王盃（1）：2019-2020
- 沙特超级盃（1）：2018、2021
- 亚足联冠军联赛（2）：2019、2021